# ای. جی. سوارس
ای. جی. سوارس (انگلیسی: A. J. Soares؛ زادهٔ ۲۸ نوامبر ۱۹۸۸) بازیکن فوتبال اهل ایالات متحده آمریکا است.
از باشگاه‌هایی که در آن بازی کرده‌است می‌توان به باشگاه فوتبال وایکینگ و نیوانگلند رولوشن اشاره کرد.